# Коњички партизански одред
Коњички народноослободилачки партизански (НОП) одред је био партизанска јединица у саставу Народноослободилачке војске и партизанских одреда Југославије током Другог светског рата у Босни и Херцеговини.

## Историјат
Формиран је 21. септембра 1944. од 3 чете са 176 бораца. Дејствовао је, углавном, на територији бившег Мостарског НОП одреда, али са тежиштем на десној обали реке Неретве. Вршио је мобилизацију нових бораца нарочито из Коњичке жупе, Планине и Бјелимића и из непријатељских гарнизона у долини Неретве. Одред је нападао на мање непријатељске гарнизоне и вршио диверзије на железничкој прузи Сарајево—Мостар. Од 21. новембра дејствовао је под командом 11. херцеговачке бригаде, а после ослобођења Коњица расформиран је ради попуне 11. и 14. херцеговачке бригаде. После ослобођења Херцеговине, октобра 1944, остаци четничких и усташких банди крили су се у близини својих кућа. Ради чишћења слободне територије формирани су по срезовима мањи одреди, углавном, као помоћ јединицама КНОЈ. Тако су постојали: Требињски, Билећки, Столачки, Невесињски, Гатачки и раније формирани Западно-херцеговачки, Ситнички и Невесињски одред. Од свих тих одреда и батаљона народне одбране 7. децембра 1944. формирана је 3. херцеговачка бригада 3. босанско-херцеговачке дивизије КНОЈ.